# انسان‌ها (فیلم ۱۳۸۹)
انسان‌ها فیلمی به کارگردانی محسن توکلی ساختهٔ سال ۱۳۸۹ است.

## بازیگران
- مهدی امینی خواه
- حسن جوهرچی
- نفیسه روشن
- ترلان پروانه